# 아울루스 겔리우스

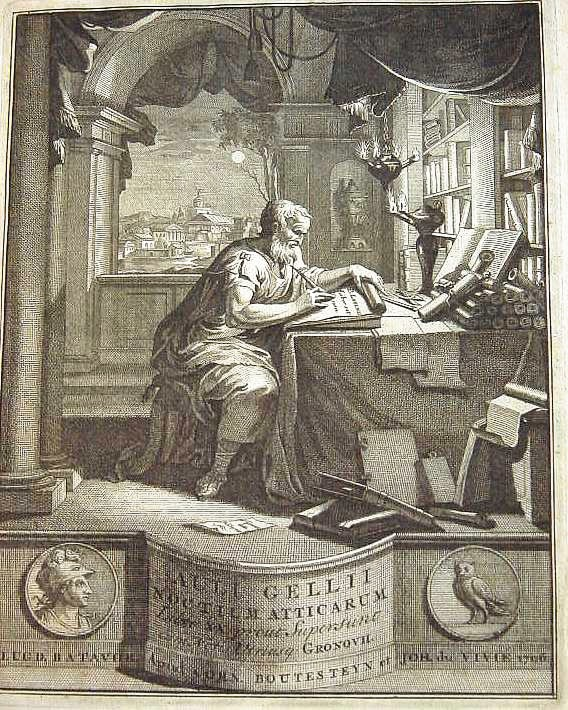

아울루스 겔리우스(Aulus Gellius, 125?-165?)는 고대 로마의 수필가이다. 전기의 소상한 것은 전해지지 않고 있다. 로마에서 태어나 문학을 배우고 법률을 직업으로 한 후에 아테네로 유학, 철학을 배운 것으로 추정된다. 143년 이후 아테네에서 살았으나 그동안 아이들을 위한 라틴어 에세이집을 썼고, 이것을 《아테네의 밤》이라고 불렀다. 전20권인데 그간 섭렵(涉獵)한 서적의 발췌 및 정리, 시정(市井)의 전문(傳聞) 등에 바탕을 둔 것으로 언어·문법·원전비평(原典批評)·문학평론에서 고대학이나 철학에 이르는 광범위하고 다양한 내용을 수록하고 있다. 망실된 그리스, 로마의 원전에서 뽑은 인용·발췌 등의 풍부한 원천으로서 자료로서의 가치도 큰 것이어서 후세의 많은 저자들이 전거(典據)로 삼았다.